# Socialistas Democráticos de América
Socialistas Democráticos de América (en inglés: Democratic Socialists of America o DSA), es una organización política y activista de ideología socialista democrática y laborista en los Estados Unidos. Entre sus miembros notables se destacan las congresistas Alexandria Ocasio-Cortez y Rashida Tlaib. En diciembre de 2018, entre otras razones como muestra de rechazo a la presidencia republicana de Donald Trump, los afiliados crecieron hasta superar las 55 000 personas en todo el país, ocho veces más que dos años atrás.
Aunque el DSA no es un partido político, a menudo la estrategia de la organización ha sido participar en elecciones dentro del Partido Demócrata, en vez de intentar formar o apoyar otro partido.

## Historia

### Fundación
La DSA tiene sus orígenes en el Partido Socialista de América (Socialist Party of America – SPA), cuyos líderes más destacados eran Eugene V. Debs, Norman Thomas y Michael Harrington.

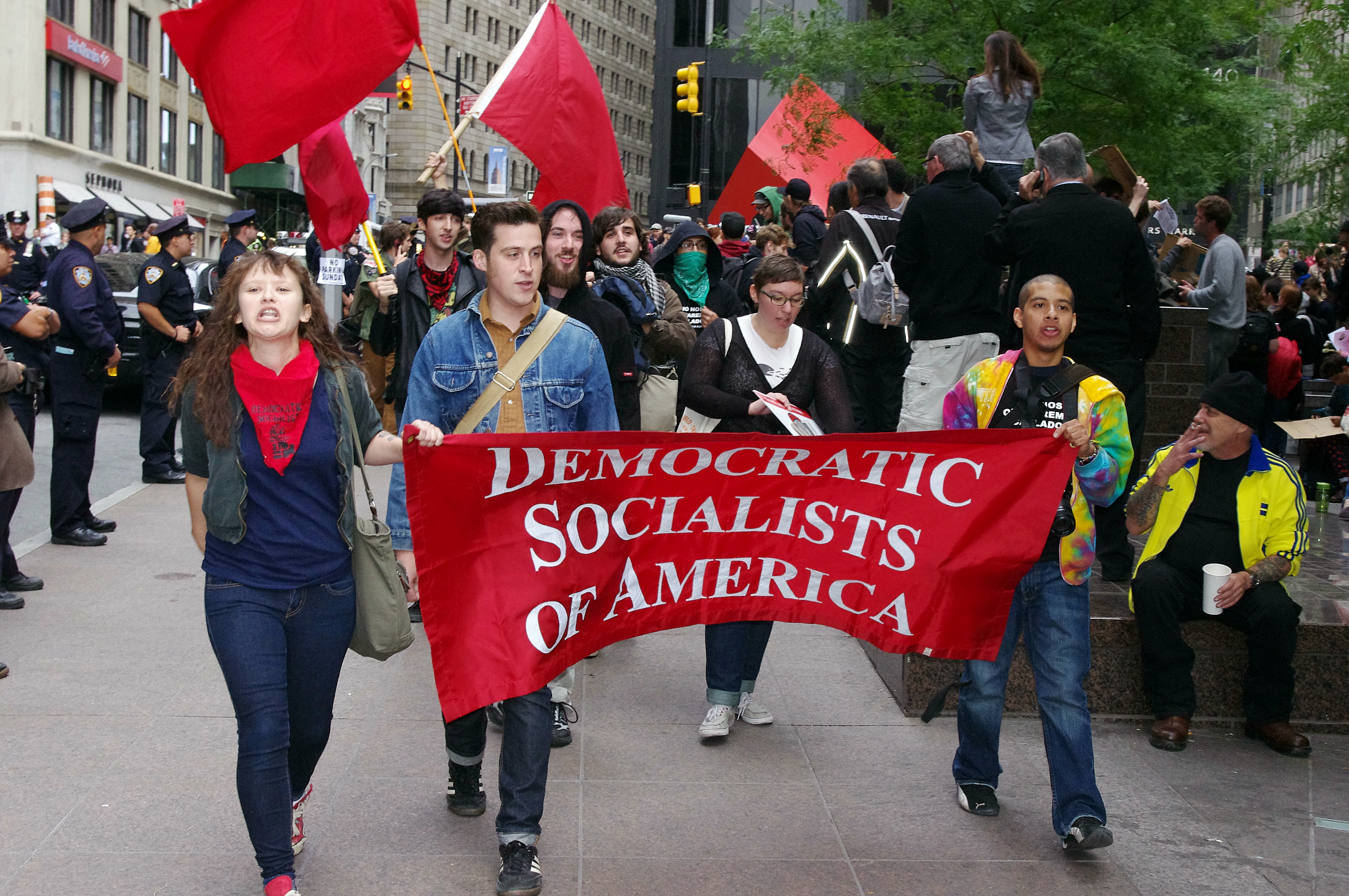
Militantes colectivistas en una marcha en 2011.

En 1972, durante la convención anual del partido, el SPA había decidido transformarse en un partido menos radical y pasar a llamarse "Socialdemócratas USA" (Social Democrats USA). Un año después, Harrington, líder de una facción minoritaria del SPA y que se había opuesto a formar parte de este nuevo partido, presentó el Comité Organizador del Socialismo Democrático (Democratic Socialist Organizing Committee) o DSOC. Otra facción se presentó como el Partido Socialista USA.
Socialistas Democráticos de América se funda en 1982 como resultado de la fusión entre el DSOC y el Nuevo Movimiento Americano o NAM (New American Movement), una alianza de intelectuales socialistas y comunistas con raíces en los movimientos de la llamada nueva izquierda de los años 60 y años 70. En el momento de la fusión el DSA constaba de aproximadamente 5 mil afiliados del DSOC, junto con un millar del NAM.

### 1982-1999
En política electoral, el DSA fue asociada con la posición de Michael Harrington que “el ala izquierda del realismo se encuentra hoy en el Partido Demócrata”. En sus primeros años, la organización se opuso al conservador Partido Republicano y ofreció apoyo crítico a Walter Mondale en su campaña presidencial de 1984. En 1988, la organización apoyó la campaña presidencial de Jesse Jackson con entusiasmo.
El joven partido hizo campaña para una ley de pleno empleo y se implicó en la lucha contra el apartheid en Sudáfrica.
Desde 1995, el DSA ha declarado sobre la política electoral norteamericana que “los socialistas democráticos rechazan una estrategia que llame exclusivamente a la construcción de una coalición electoral, enfocada únicamente en un partido nuevo o en la reordenación del Partido Demócrata”. Durante los años noventa, el DSA dio un suspenso al gobierno demócrata de Bill Clinton, como “menos que satisfactoria”.

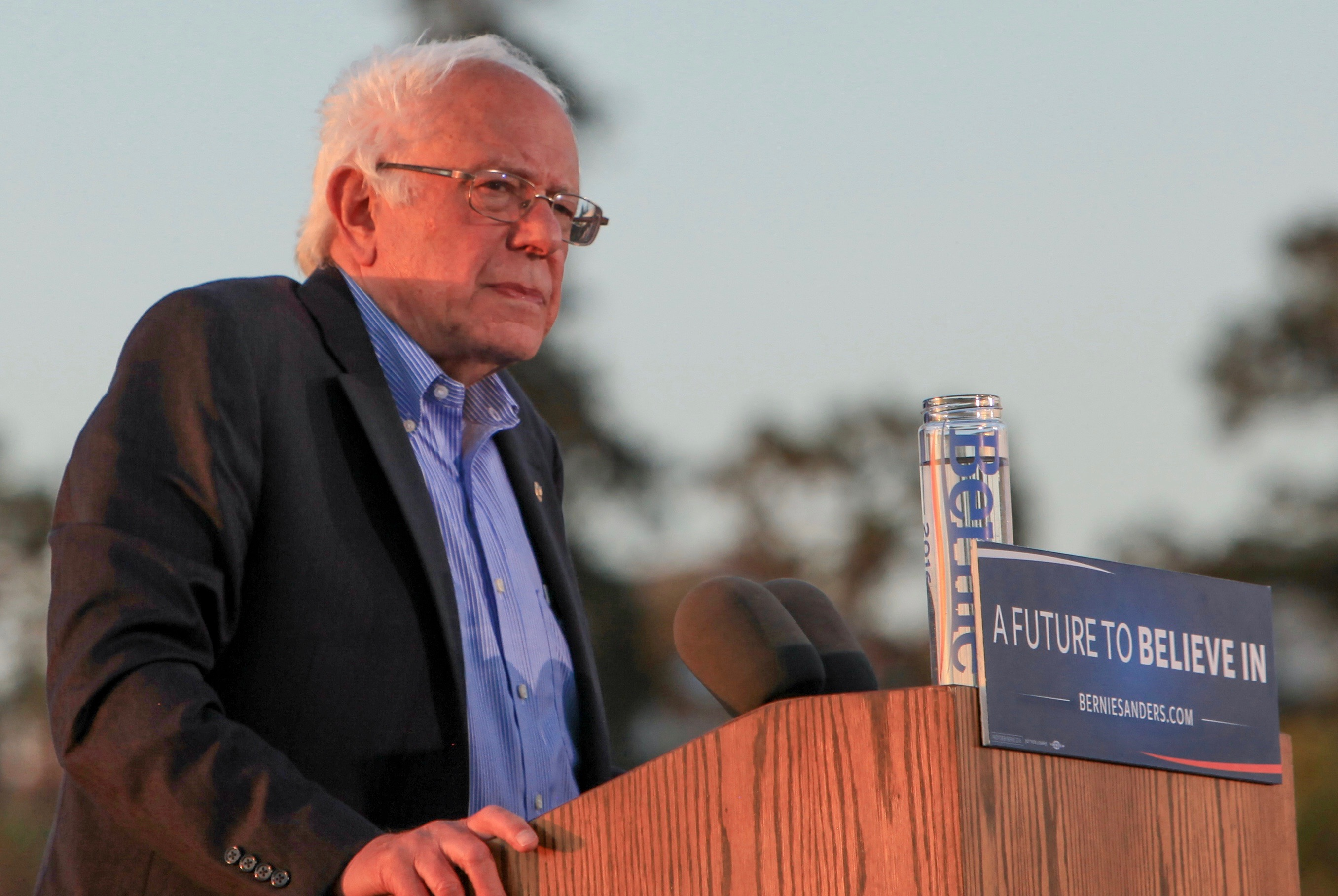
El senador Bernie Sanders dice que es un socialista, una palabra maldita para los conservadores de EE. UU.

### 2000-2015

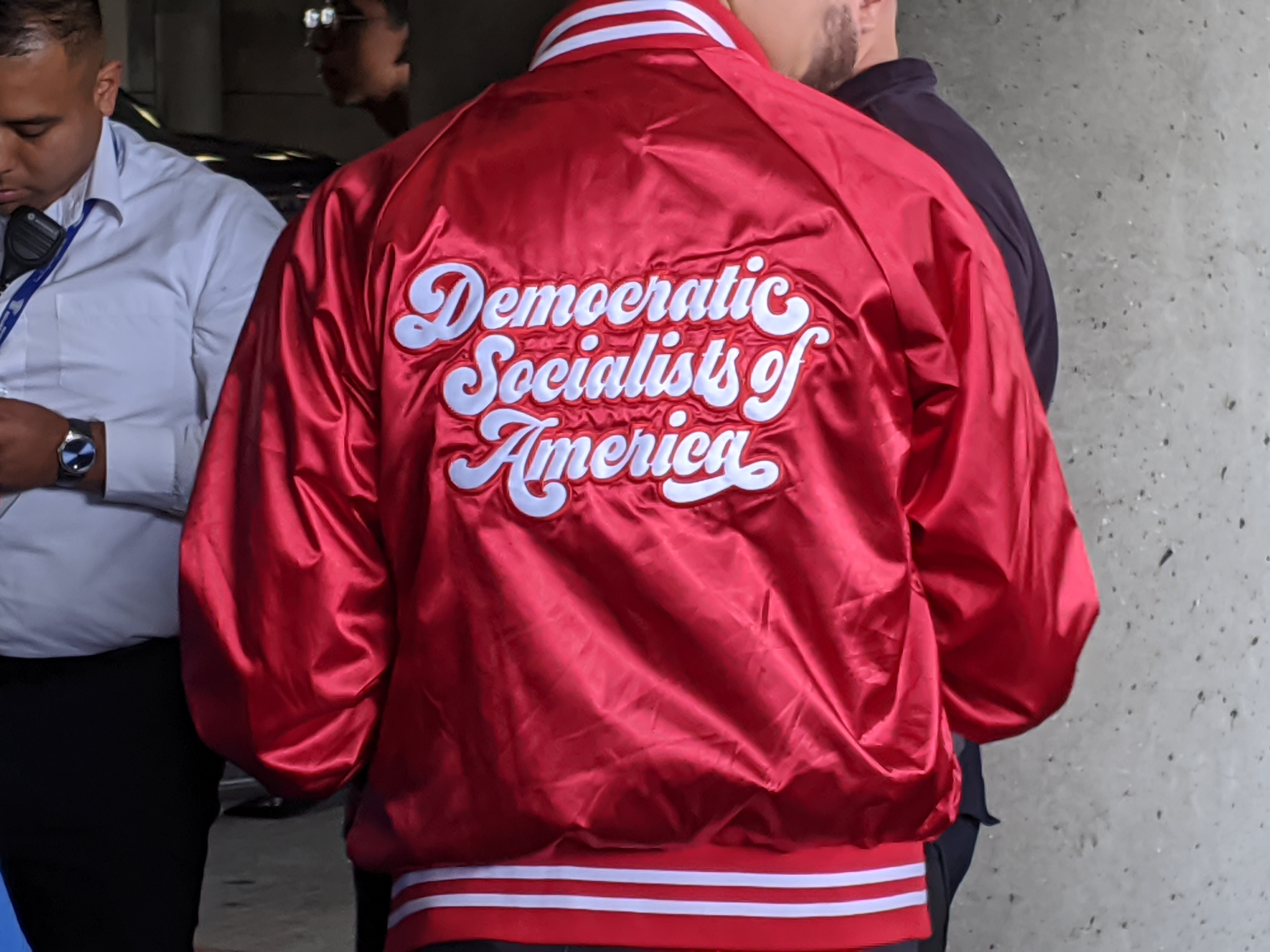
Militante del DSA.

En 2000, el DSA renunció a formar parte de alguna opción en la elección presidencial, aunque varios miembros importantes apoyaron al candidato Ralph Nader del Partido Verde, otros apoyaron David McReynolds del Partido Socialista de los Estados Unidos y otro grupo a Al Gore del Partido Demócrata.
En 2004, la organización respaldó tímidamente a John Kerry después de ser nominado por el Partido Demócrata.
En 2005, la única resolución sobre elecciones tomada durante la convención del DSA se enfocó en la campaña independiente de Bernie Sanders para el Senado en Vermont. La convención de 2007 en Atlanta rompió récord de asistencia y participación de la sección juvenil de la organización. Bernie Sanders ofreció el discurso de apertura.
En 2008, el DSA apoyó parcialmente al candidato demócrata presidencial Barack Obama, en su campaña presidencial contra el candidato republicano John McCain.

### 2016-presente

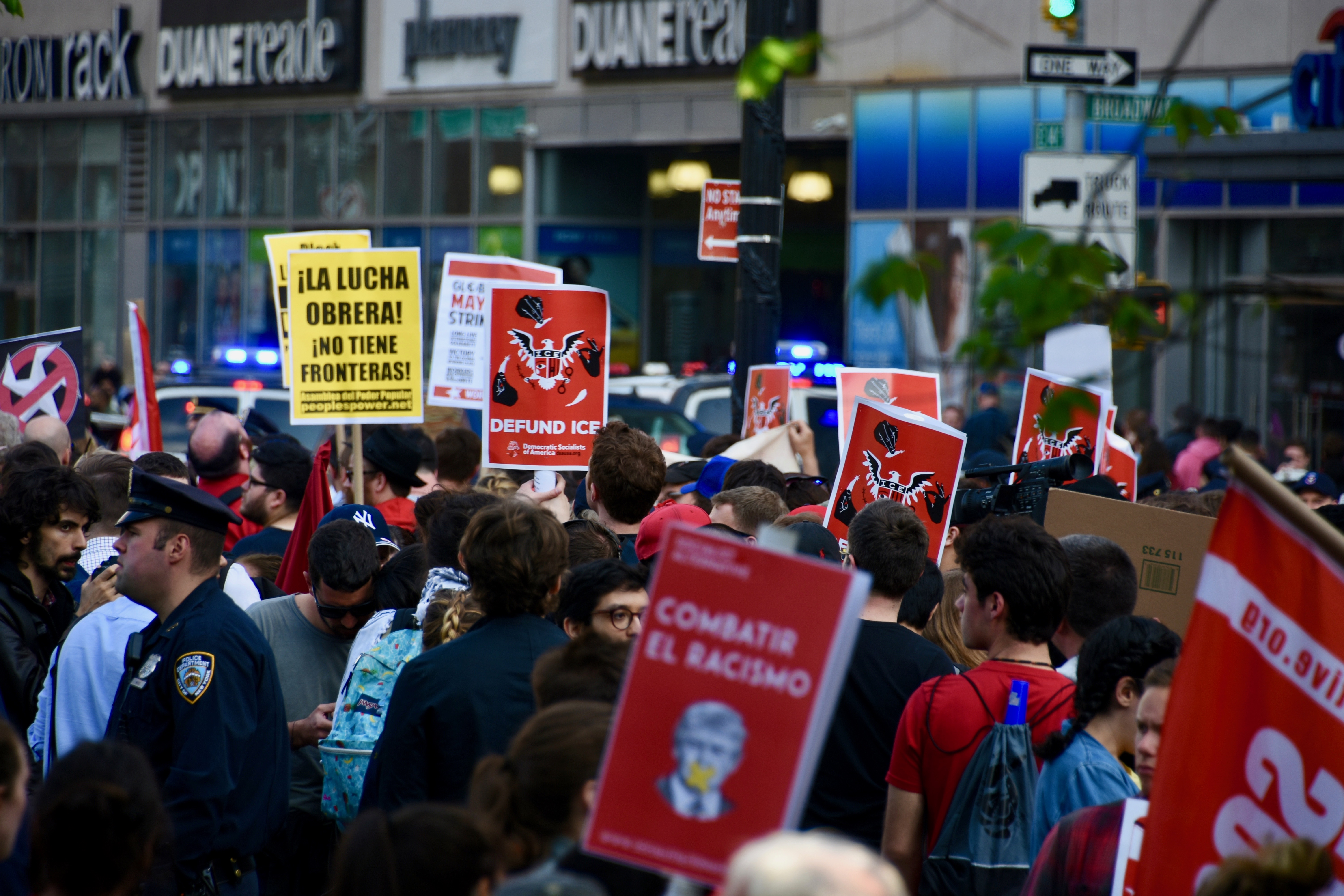
Marcha por el día del trabajador.

Durante la elección presidencial de 2016, el DSA respaldó a Bernie Sanders en las elecciones primarias del Partido Demócrata. Mientras dejaron claro que el programa de Sanders inspirado por el New Deal no cumple el objetivo socialista de posesión social de la economía, el DSA consideró a su campaña como un acontecimiento positivo en el contexto de política Norteamericana contemporánea. El DSA notó la importancia de su candidatura como un candidato autoidentificado como socialista democrático, además de “una defensor de toda la vida de los programas públicos y derechos democráticos que empodera al pueblo de clase obrera.” Después la derrota de Sanders en las elecciones, el DSA llamó al rechazo hacia Donald Trump, pero no respaldó oficialmente a la nominada Demócrata Hillary Clinton.

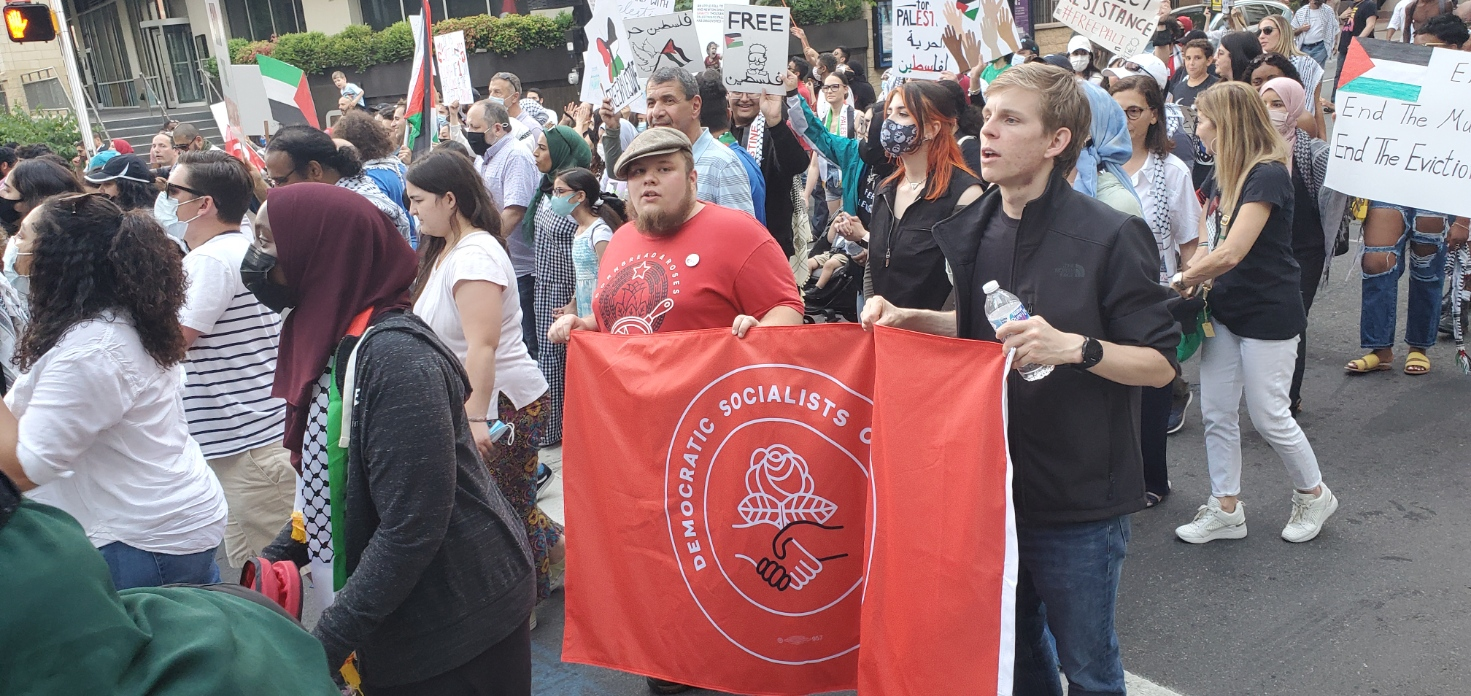
Militantes en una marcha por la liberación de Palestina.

Justo después de la elección sorpresa de Trump a la presidencia, el DSA entró a un periodo de crecimiento. Entre los años 2011 y 2015, la membresía de la organización fue “consistentemente cerca de 6000.” La membresía creció a 7600 justo antes de las elecciones presidenciales de noviembre de 2016, y para el 30 de enero de 2017 ya había 15 000 miembros. En octubre de 2017 había 30 000 miembros y el número alcanzó a 50 000 en septiembre de 2018.

En agosto de 2017, el DSA tuvo su convención nacional bienal en Chicago. La organización escogió la solidaridad laboral, la campaña de Medicare para todos (asistencia sanitaria universal), y la política electoral como sus tres prioridades nacionales. Las secciones del DSA también participan en otros proyectos, como la ayuda mutua, el medio ambiente, organización de arrendatarios y el antifascismo. 

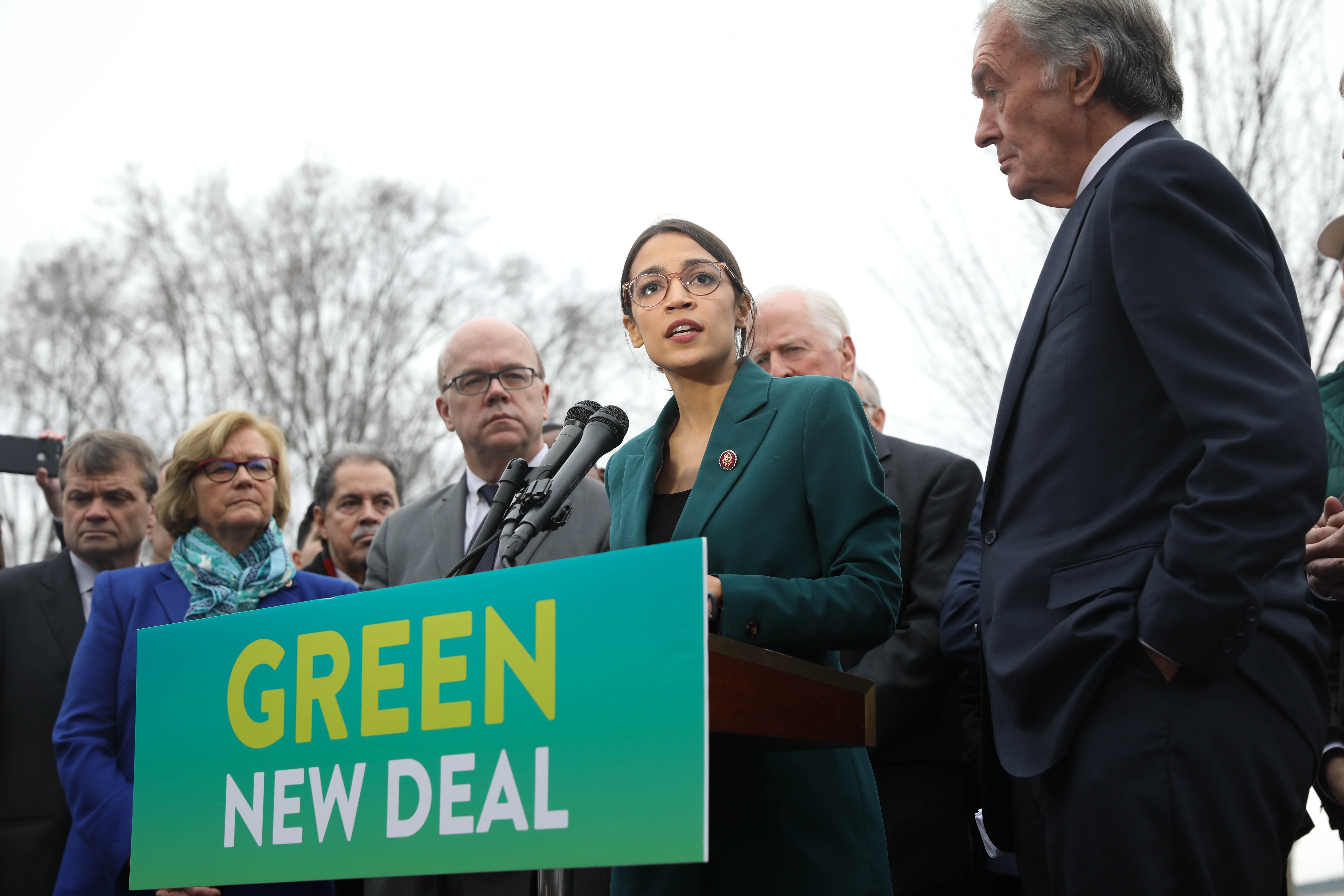
Alexandria Ocasio-Cortez en un mitin en favor del plan Green New Deal, junto al senador Ed Markey, en 2019.

En las elecciones locales de 2017, miembros de DSA obtuvieron 15 puestos públicos en 13 estados. Con ello se aumentó a 35.56 % el porcentaje de los miembros del DSA que participaron como candidatos y ganaron las elecciones, de un 20 % en las elecciones de 2016. La victoria más significativa fue la elección de miembro Lee Carter a un asiento en la Cámara de Delegados de Virginia.

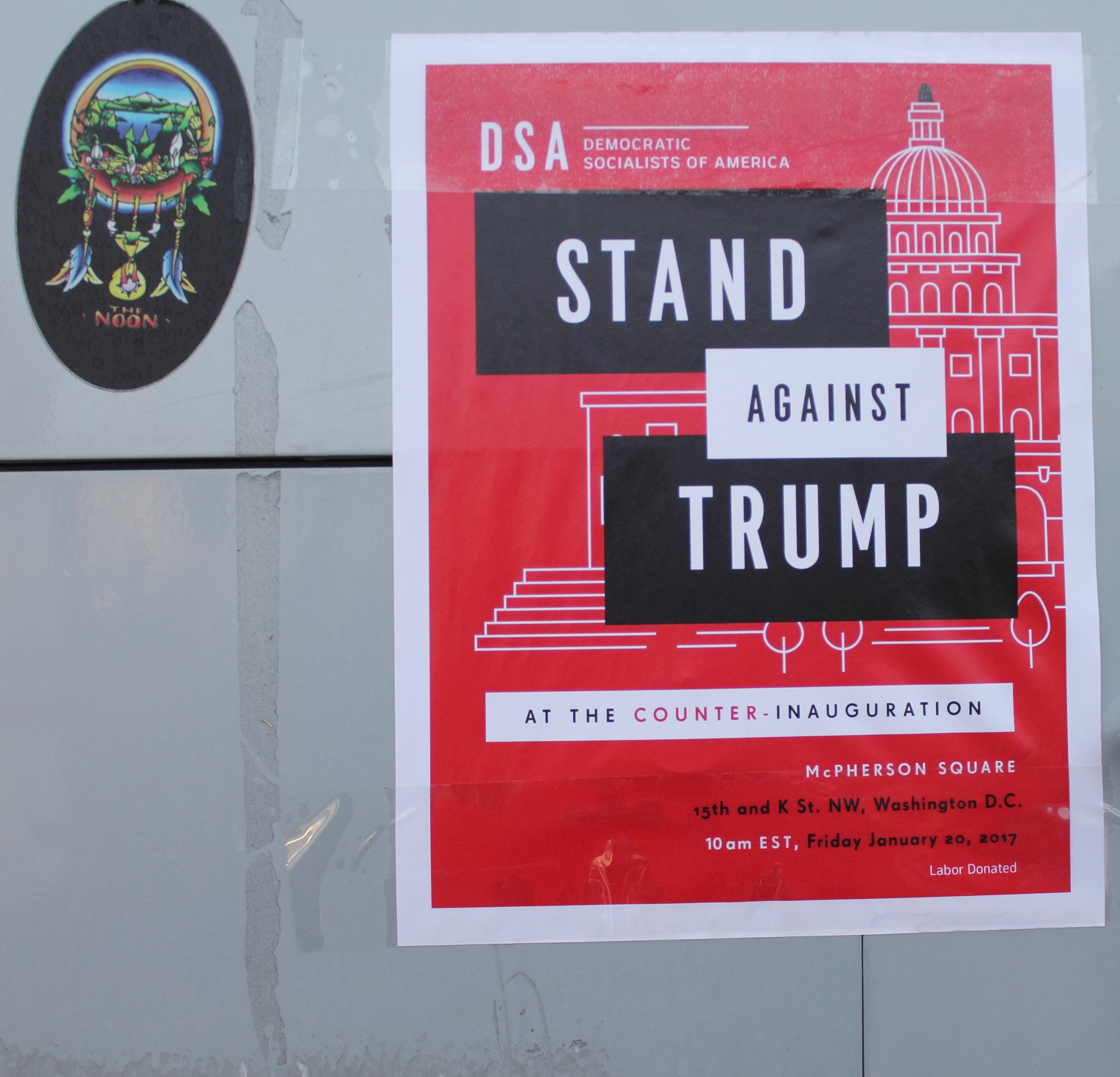
Cartel de DSA contra las políticas gubernamentales de Trump.

En las elecciones intermedias de 2018, el DSA respaldó formalmente 42 candidatos. Dos miembros del DSA, Alexandria Ocasio-Cortez y Rashida Tlaib fueron elegidos a la Cámara de Representantes de los Estados Unidos. La elección de Ocasio-Cortez fue considerado como sorpresa porque derrotó al entonces congresista Joe Crowley. Cuatro miembros del DSA fueron elegidos a la Cámara de Diputados de Pensilvania.
El 3 de noviembre de 2020, Ocasio-Cortez y Tlaib fueron reelegidas en la Cámara, y además se les unirán dos Socialistas Democráticos elegidos por primera vez, Cori Bush de Misuri y Jamaal Bowman del 16.º distrito congresional de Nueva York.

## Afiliación
| Año  | Compra de revistas | Edición               |
| ---- | ------------------ | --------------------- |
| 2001 | 5846               | Vol. 29, no. 3, p. 15 |
| 2002 | No publicado       |                       |
| 2003 | 4890               | Vol. 31, no. 3, p. 2  |
| 2004 | 4535               | Vol. 32, no. 3, p. 2  |
| 2005 | 4622               | Vol. 33, no. 3, p. 15 |
| 2006 | 4883               | Vol. 34, no. 3, p. 3  |
| 2007 | 5443               | Vol. 35, no. 3, p. 3  |
| 2008 | 5710               | Vol. 36, no. 3, p. 3  |
| 2009 | 5707               | Vol. 37, no. 3, p. 3  |
| 2010 | 5874               | Vol. 38, no. 4, p. 15 |
| 2011 | 5707               | Vol. 39, no. 3, p. 12 |
| 2012 | 6204               | Vol. 40, no. 3, p. 3  |
| 2013 | No publicado       |                       |
| 2014 | 6445               | Vol. 42, no. 3, p. 13 |
| 2015 | 6216               | Vol. 43, no. 3, p. 10 |
| 2016 | 6745               | Vol. 44, no. 3, p. 11 |
| 2017 | 28 811             | Vol. 45, no. 3, p. 8  |
| 2018 | 46 261             | Vol. 46, no. 3, p. 7  |
|      |                    |                       |
|      |                    |                       |
|      |                    |                       |
| 2021 | 94 915             |                       |

| Fecha                   | Evento                              | Afiliación al DSA |
| ----------------------- | ----------------------------------- | ----------------- |
| 1 de junio de 2016      | Antes de la convención anual        | 6500              |
| 1 de noviembre de 2016  |                                     | 7600              |
| 17 de noviembre de 2016 |                                     | 10 000            |
| 30 de enero de 2017     | Poco después de la llegada de Trump | 15 000            |
| 4 de abril de 2017      |                                     | 20 000            |
| 31 de julio de 2017     |                                     | 25 000            |
| 16 de octubre           |                                     | 30 000            |
| 29 de junio de 2018     |                                     | 40 000            |
| 12 de julio de 2018     |                                     | 45 000            |
| 16 de agosto de 2018    |                                     | 49 000            |
| 6 de junio de 2020      |                                     | 70 000            |

Miembros del DSA pagan cuotas para sumarse con la organización. Cada miembro recibió una suscripción a Democratic Left, la revista trimestral de la organización.
En 1987, cinco años después de su fundación, la membresía fue de 7000. En general, la organización no publicaba el número de miembros hasta recientemente. Justo después de la elección de Trump a la presidencia, el DSA entró a un periodo de crecimiento significativo. Entre los años 2011 y 2015, la membresía de la organización fue “consistentemente cerca de 6000.” La membresía ha crecido a 7600 justo antes de las elecciones presidenciales de noviembre de 2016, y para el 30 de enero de 2017 había 15 000 miembros.
En octubre de 2017 había 30 000 miembros y el número alcanzó a 50 000 en septiembre. En diciembre de 2018 se superaban los 55 000 afiliados. En junio de 2020 habían llegado ya a los 70 000.
La organización es flexible y acoge a muchas tendencias de la izquierda y hay pocos requisitos de membresía fuera del pago de cuotas, aunque miembros de organizaciones o partidos que practiquen centralismo democrático tienen prohibido afiliarse.

## Estructura
El DSA está organizada en el nivel local con 195 secciones a través del país. Las prioridades nacionales están coordinadas por la oficina nacional en New York City.
El gobierno de la organización está a cargo del Comité Nacional Política (NPC), un órgano de 16 personas. A menos ocho de los miembros del NPC necesitan ser mujeres y al cinco de minorías raciales o nacionales. Los dos representantes de la organización estudiantil se dividen el voto número 17.

### Convenciones nacionales
La autoridad más alta de toma de decisiones para la organización es la Convención Nacionales Bienal. En estas convenciones se eligen las prioridades nacionales y miembros del NPC. Las ubicaciones y los datos de las convenciones nacionales son las siguientes.
| Año  | Datos de convención | Ubicación              |
| ---- | ------------------- | ---------------------- |
| 1999 | 12–14 de noviembre  | San Diego (California) |
| 2001 | 9–11 de noviembre   | Filadelfia             |
| 2003 | 14–16 de noviembre  | Detroit                |
| 2005 | 11–13 de noviembre  | Los Ángeles            |
| 2007 | 9–11 de noviembre   | Atlanta                |
| 2009 | 13–15 de noviembre  | Evanston (Illinois)    |
| 2011 | 11–13 de noviembre  | Vienna (Virginia)      |
| 2013 | 25–27 de octubre    | Emeryville             |
| 2015 | 13–15 de noviembre  | Bolivar (Pensilvania)  |
| 2017 | 3–6 de agosto       | Chicago                |
| 2019 | 2–4 de agosto       | Atlanta                |

## Ideología y política
Las ideas del DSA están bastante influidas por las de Michael Harrington, primer dirigente y anteriormente líder de la Liga Para Democracia Industrial (1964) y miembro del consejo ejecutivo del Partido Socialista de América (1960-1968). Harrington propuso una estrategia de realineación del intervencionista Partido Demócrata, para transformarlo de una coalición de políticos conservadores, centristas y liberales de izquierda, a un partido socialdemócrata dentro del cual el DSA sería el ala anticapitalista.
El DSA se identifica como una organización aglutinadora de tendencias progresistas con personas con ideas socialdemócratas, anticapitalistas. Los miembros del DSA tienen puntos de vistas que van desde el ecosocialismo, feminismo, socialismo revolucionario, socialismo libertario, comunismo hasta el trotskismo. Algunos de estos puntos de vista son representados por grupos de trabajo y grupos políticos dentro del DSA, entre los cuales se incluyen el “Caucus” Comunista y “Caucus” Socialista Libertario.
El DSA considera el fin del capitalismo y la realización del socialismo como un objetivo a largo plazo, por lo que la organización enfoca sus energías políticas en reformas al capitalismo que mejoren a la clase media o la clase obrera, mientras que disminuyen el poder de corporaciones mediante los lobbies.

### Internacionalismo
En la convención nacional de 2017 DSA anunció su salida de la organización Internacional Socialista, esto fue visto como una expresión de oposición de DSA a la  aparente aceptación de las "políticas económicas liberales" por parte de la Internacional Socialista. La organización también aprobó una resolución que expresó solidaridad con la causa del pueblo palestino y con el movimiento de Boicot, Desinversiones y Sanciones.
En 2016, el DSA publicó una declaración de solidaridad con el gobierno de Venezuela. La declaración llamó a las sanciones impuestas a Venezuela por la administración de Obama contra el dictador socialista Maduro, por ser injustas contra la población civil e ilegales. Llamó al gobierno de los Estados Unidos a cesar su interferencia en los asuntos de los Venezolanos.
Se opuso la intervención de los Estados Unidos en la Guerra Civil de Siria. Una declaración en abril de 2017 consideró la intervención por la administración de Trump una violación de la ley doméstica e internacional. En la misma declaración, el DSA llamó a protestas contra las acciones de Trump y a presionar al Congreso para cesar la intervención.
En junio de 2021 una delegación de DSA viajó a Caracas, Venezuela, para reunirse con Nicolás Maduro y asistir al Congreso Bicentenario de los Pueblos.
En noviembre de 2021, DSA solicitó la afiliación al Foro de Sãu Paulo.

### Movimiento obrero y derechos de los trabajadores
Son partidarios de la defensa del activismo de la clase obrera en el país y también se ha manifestado a favor de un aumento en las muestras de solidaridad internacional hacia los trabajadores. Cree que se debe poner un salario mínimo digno como un primer paso.
Proponen fomentar y recuperar los sindicatos como un modo de equilibrio entre los grandes empresarios y el poder corporativo. La organización cree que la producción de riqueza debería estar bajo el control democrático de quienes la producen para un mayor sistema económico justo y equitativo.

### Derechos de las minorías LGBTQ
Proponen mejorar y extender los derechos de la comunidad LGBT, para que tengan los mismos derechos y protecciones en derechos a hogar, educación, vivienda pública, trabajo, sanidad y está a favor del matrimonio entre personas del mismo sexo.

### Feminismo
Están de acuerdo que el sistema público debería de ayudar en la planificación familiar y en un aborto regulado y legal como en otros países.